# Hydropsyche wittei
Hydropsyche wittei är en nattsländeart som beskrevs av G. Marlier 1943. Hydropsyche wittei ingår i släktet Hydropsyche och familjen ryssjenattsländor. Inga underarter finns listade i Catalogue of Life.